# Ferrari (film)
A Ferrari 2023-as amerikai életrajzi sport-filmdráma, melyet Michael Mann rendezett. A forgatókönyvet Troy Kennedy Martin írta, Brock Yates motorsport-újságíró 1991-es Enzo Ferrari: The Man, the Cars, the Races, the Machine című életrajza alapján. A történet a Ferrari S.p.A. autógyár olasz alapítójának, Enzo Ferrarinak személyes és szakmai küzdelmeit követi nyomon 1957 nyarán. A főbb szerepekben Adam Driver, Penélope Cruz, Shailene Woodley, Sarah Gadon, Gabriel Leone, Jack O’Connell és Patrick Dempsey látható.
2023. augusztus 31-én mutatták be a 80. Velencei Nemzetközi Filmfesztiválon, ahol beválogatták az Arany Oroszlánért folyó versenybe. Az Egyesült Államokban 2023. december 25-én jelent meg a mozikban a Neon forgalmazásában. Általánosságban pozitív véleményeket kapott a kritikusoktól. A National Board of Review a 2023-as év 10 legjobb filmje közé sorolta.

## Cselekmény
A történet 1957-ben kezdődik, amikor Enzo Ferrari a szeretőjével töltötte az éjszakát. Felkel, szeretettel betakargatja a szomszéd szobában fekvő gyerekét, és csendben elhagyja a házat. Tizenkét éve titokban kapcsolatot tart fenn Lina Lardival, akinek Modena mellett vásárolt egy vidéki házat. Felesége Laura, aki gyakorlatilag a cég üzletét vezeti. Megállapodást kötött vele; úgy élhet, ahogy akar, azzal a feltétellel, hogy minden reggel időben leül a reggelizőasztalhoz, a ház alkalmazottainak jelenlétében. Fogalma sincs Enzo és Lina kapcsolatáról, valamint a pár fiáról, Pieróról. Enzo számára nemcsak maga a családi élet problémás – fiuk egy évvel ezelőtti halála súlyos lelki válságba sodorta a házaspárt. Amikor Laura végre tudomást szerez Enzo hosszú távú, házasságszerű kapcsolatáról Lindával, teljesen kiakad, és a kettejük közötti házassági és üzleti háború elfajul. Enzo azzal küzd, hogy eldöntse, hivatalosan is elismerje-e Pierót a fiának.
A vállalat üzletmenete rosszul alakul. A luxusautókból idén még 100-at sem adtak el, ami túl kevés ahhoz, hogy finanszírozni lehessen a versenyzést – és ezzel a cég létjogosultságát. Ráadásul most éppen a rivális Maserati döntötte meg a pályarekordot az Autodromo di Modenán, gyakorlatilag a Ferrari küszöbén. Enzo minden tekintetben nyomás alatt van. A cég megmentését a Mille Miglia megnyerésében látja.
A Piero Taruffi körüli öt Ferrari-pilóta mellé a spanyol Alfonso de Portago is csatlakozik, aki korábban a Ferrarinál versenyzett. Amikor a verseny végre elkezdődik, Enzo, a pilóták és a személyzet is stressz alatt van. A katasztrofális baleset nem sokkal a cél előtt történik. De Portago és másodpilótája azonnal meghal, a baleset helyszíne testrészek, sérültek, autóroncsok, tűz és pusztítás borzalma. A Scuderia Ferrari technikusai és alkalmazottai a baleset helyszínére sietnek, Enzo Ferrari azonban nem. Az ő figyelme egy korábban elutasított versenyzőre összpontosul, akit ezúttal az irodájába hívnak, hogy aláírjon egy szerződést.

## Szereplők
| Szerep                 | Színész               | Magyar hang     |
| ---------------------- | --------------------- | --------------- |
| Enzo Ferrari           | Adam Driver           | Dévai Balázs    |
| Laura Ferrari          | Penélope Cruz         | Németh Borbála  |
| Lina Lardi             | Shailene Woodley      | Gáspár Kata     |
| Linda Christian        | Sarah Gadon           | Dobó Enikő      |
| Alfonso de Portago     | Gabriel Leone         | Papp Dániel     |
| Peter Collins          | Jack O’Connell        | Pál Tamás       |
| Piero Taruffi          | Patrick Dempsey       | Rajkai Zoltán   |
| Carlo Chiti            | Michele Savoia        | Rába Roland     |
| Sergio Scaglietti      | Lino Musella          | Deme Gábor      |
| Adolfo Orsi            | Domenico Fortunato    | Kapácsy Miklós  |
| Omer Orsi              | Jacopo Bruno          | Geri Tamás      |
| Edmund "Gunner" Nelson | Erik Haugen           | Janicsek Péter  |
| Stirling Moss          | Ben Collins           | Rácz Ádám       |
| Wolfgang von Trips     | Wyatt Carnell         |                 |
| Giacomo Cuoghi         | Giuseppe Bonifati     | Crespo Rodrigo  |
| Adalgisa Ferrari       | Daniela Piperno       | Pálos Zsuzsa    |
| Gianni Agnelli         | Tommaso Basili        | Kárpáti Levente |
| Alfredo Ferrari        | Benedetto Benedettini |                 |
| Piero Lardi            | Giuseppe Festinese    | Rostás Ábel     |
| Eugenio Castellotti    | Marino Franchitti     | Kékesi Gábor    |
| Huszejn király         | Jonathan Burteaux     | Hannus Zoltán   |

### Magyar változat
- Magyar szöveg: Kis János
- Hangmérnök és vágó: Szabó Miklós
- Gyártásvezető: Boskó Andrea
- Szinkronrendező: Kosztola Tibor
- Produkciós vezető: Jávor Barbara

A szinkront a Dub 4 Studios készítette el.

## A film készítése
A forgatás 2022. augusztus 17-én kezdődött Olaszországban. A forgatás október elején Bresciában zajlott. A produkció 2022. október végére fejeződött be.

## Bemutató
Az első előzetes 2022 októberében jelent meg, két képkockával. Világpremierje a 80. Velencei Nemzetközi Filmfesztiválon volt 2023. augusztus 31-én.
Eredetileg az STX forgalmazta volna az Amerikai Egyesült Államokban, de a film észak-amerikai forgalmazási jogait 2023 júliusában, egy licitháborút követően, amelyben az A24 és egy meg nem nevezett streaming-szolgáltatás is részt vett, a Neon szerezte meg, és 2023. december 25-re tűzték ki az amerikai széles körű mozibemutatót.

## Fordítás
- Ez a szócikk részben vagy egészben  a   Ferrari (2023 film) című angol Wikipédia-szócikk fordításán alapul.  Az eredeti cikk szerkesztőit annak laptörténete sorolja fel. Ez a jelzés csupán a megfogalmazás eredetét és a szerzői jogokat jelzi, nem szolgál a cikkben szereplő információk forrásmegjelöléseként.